# Rick Husband
Pour les articles homonymes, voir Husband.
Rick Douglas Husband, né le 12 juillet 1957 à Amarillo et mort le 1er février 2003 lors de l'accident de la navette spatiale Columbia, est un astronaute et militaire américain.

## Biographie
Alors enfant, il est impressionné par les programmes Mercury, Gemini et Apollo et rêve de devenir astronaute.
Obtenant un baccalauréat en sciences en génie mécanique à l'université Texas Tech en 1980, il a également obtenu une maîtrise en sciences en génie mécanique de l'université d'État de Californie à Fresno en 1990.
Entre les deux il est entré dans l'armée de l'air américaine et devient qualifié sur McDonnell Douglas F-4 Phantom II. En décembre 1987, il entre à l'école des pilotes d'essai de l'USAF sur la base aérienne d'Edwards. Il se qualifie sur McDonnell Douglas F-15 Eagle avec succès. En 1992, il participe à un échange de pilote avec la Royal Air Force. Durant sa période dans l'armée, il atteindra le grade de colonel et cumulera 3 800 heures de vol sur plus de quarante types d'appareils différents.
Il candidate comme astronaute auprès de la NASA. En décembre 1994, Husband est sélectionné par la NASA comme candidat astronaute et commence peu après son entraînement au centre spatial Lyndon B. Johnson.
Le 27 mai 1998, il réalise son premier vol, le STS-96 comme pilote. Cette mission sera notable pour être celle du premier amarrage à la Station spatiale internationale.
Le 16 janvier 2003, il réalise son second vol, le STS-107. Plus de 80 expériences sont réalisées durant la mission. Au retour de ce vol, la navette spatiale Columbia se désintègre en rentrant dans l'atmosphère, tuant tout l'équipage.

## Postérité
Sept astéroïdes furent baptisés des noms des sept victimes de l'accident de la navette spatiale Columbia, ainsi que sept collines découvertes sur la surface de Mars. Pour Rick Husband, il s'agit de l'astéroïde (51823) Rickhusband et de la colline Husband Hill dans les Columbia Hills. L'aéroport international d'Amarillo — sa ville d'origine — est également nommé en sa mémoire. 7 cratères satellites du cratère lunaire Apollo.
Rick Husband a reçu à titre posthume la Congressional Space Medal of Honor. En 2004, sa femme, Evelyn Husband publie une biographie High Calling: The Courageous Life and Faith of Space Shuttle Columbia Commander Rick Husband de Rick Husband.
La mission Cygnus OA6 de Orbital ATK a été nommée Rick Husband en son honneur.